# Jan Benátský
Jan Benátský či Jan z Benátek (latinsky Johannes de Venetiis resp. Iohannes (presbyter) de VenetiisJohannes de Venetiis, resp. Iohannes (presbyter) de Venetiis , působil ve 2. polovině 9. století) byl velkomoravský církevní činitel, diplomat a rádce knížete Svatopluka I.

## Život
Byl stoupencem latinského ritu a jedním z antagonistů staroslovenského liturgického jazyka.    
O jeho životě není mnoho známo. Je možné, že patřil do skupiny duchovních, kteří přišli na Velkou Moravu ještě před příchodem soluňských bratrů Cyrila a Metoděje.
V roce 874 byl přítomen jednání ve Forchheimu s císařem Ludvíkem II. V roce 879 vedl velkomoravské poselstvo k papeži Janu VIII. a v Římě obvinil arcibiskupa Metoděje z šíření bludů. Reakcí na tyto zprávy byla papežská bula Industriae tuae.    Navzdory jeho odporu vůči arcibiskupovi Metodějovi a preferenci latiny jako církevního jazyka patřil též k odpůrcům franských církevních nároků na Velké Moravě. Teze o tom, že by patřil k papežským legátům se zdá nepravděpodobná.